# Končar Group
KONČAR Group — хорватская корпорация, работающая в области электричества, энергии и транспортного машиностроения.

## История
Компания была основана в 1921 году под именем Электра, являлась значительным производителем электродвигателей.
Современное название компания получила после Второй мировой в честь Раде Кончара - югославского хорватского партизана, расстрелянного итальянцами в 1942 в Шибенике.

## Собственники
Торги акциями компании проводят на Загребской фондовой бирже, всего 2.572.119 акций..

Акционеры:
- Хорватский почтовый банк (Капитальный фонд) 28,17%
- Хорватский пенсионный фонд 14,96%
- Хорватский приватизационный фонд 10,12%
- Дом Холдинг 7,39%
- Остальные акционеры 39,6%

## Продукция

### Энергетика
Гидроэлектростанции, трансформаторные подстанции, тепловые электростанции, аппараты высокого напряжения.

### Трамваи
Трамваи выпускаются совместным предприятием Končar и TŽV Gredelj — Crotram. 

Хоть и компании имеют равные доли, Gredelj производит только 13% от стоимости трамвая, производя только кузов, Končar занимается общим проектированием, электрооборудованием, электроникой и окончательной сборкой.

### Электропоезда
- Серия 6112[англ.]

Электропоезда с пониженным уровнем пола производятся также совместно с TŽV Gredelj, официально поставщиком является Končar.
- Электропоезд для HŽ на выставке InnoTrans в 2010
- Пригородный поезд Загреба

### Электровозы
В настоящее время проводится модернизация ранее производимых электровозов Končar и других производителей.

### Другая продукция в области транспорта
Кончар производит электротяговые подстанции, оборудование для железнодорожных переездов, сигнальные устройства, проводит модернизацию электровозов

### Электрооборудование вне сферы транспорта
Гидрогенераторы, генераторы для мелких ГЭС, турбогенераторы, судовые и стационарные дизель генераторы, синхронные машины, различные асинхронные двигатели, трансформаторы, аппараты среднего и низкого напряжения, бытовое оборудование (плиты, водонагреватели и пр).

### Кейтеринговое оборудование
Термическое оборудование для приготовления пищи, оборудование для сервировки пищи, охлаждающее оборудование, судовое оборудование, оборудование особого назначения, посудомоечные машины.

### Остальные товары
Металлические конструкции, технологическое оборудование (инструменты для обработки листа, инструменты для литья под давлением и в кокиль, инструменты для снятия заусенцев)